# ریچارد اس. کاستلانو
ریچارد اس. کاستلانو (انگلیسی: Richard S. Castellano؛ ۴ سپتامبر ۱۹۳۳ – ۱۰ دسامبر ۱۹۸۸) هنرپیشه اهل ایالات متحده آمریکا بود.
از فیلم‌هایی که وی در آن نقش داشته است می‌توان به پدرخوانده اشاره کرد.